# Gauliga Elsaß 1940/41
Die Gauliga Elsaß 1940/41 war die erste Spielzeit der Gauliga Elsaß des Fachamtes Fußball. In ihr spielten Mannschaften aus dem gleich zu Beginn des Frankreichfeldzuges besetzten Elsass um die Gaumeisterschaft und damit die Teilnahme an der Endrunde der deutschen Fußballmeisterschaft. Zahlreiche Vereine änderten ihre französischen Namen und nahmen deutschsprachige Bezeichnungen an. Die erste Spielzeit dieser Gauliga wurde in zwei Staffeln im Rundenturnier ausgetragen, deren Staffelsieger in zwei Finalpaarungen den Gaumeister ausspielten. Die Gaumeisterschaft sicherte sich zum ersten Mal der FC Mülhausen und qualifizierten sich somit für die deutsche Fußballmeisterschaft 1940/41. Bei dieser schieden die Mülhausener in einer Gruppe mit dem VfL Köln 1899, den Kickers Offenbach und der TuS Helene Altenessen mit einem Unentschieden und fünf Niederlagen aus. Da die kommenden Spielzeit eingleisig mit zwölf Mannschaften ausgespielt wurde, stiegen in dieser Saison aus jeder Staffel die drei schlechtesten Mannschaften ab.

## Staffel Oberelsaß
| Pl. | Verein          | Sp. | S  | U | N  | Tore    | Quote | Punkte |
| --- | --------------- | --- | -- | - | -- | ------- | ----- | ------ |
| 1.  | FC Mülhausen    | 14  | 11 | 2 | 1  | 070:150 | 4,67  | 24:40  |
| 2.  | SpVgg Kolmar    | 14  | 9  | 3 | 2  | 066:150 | 4,40  | 21:70  |
| 3.  | SV Wittenheim   | 14  | 8  | 2 | 4  | 032:280 | 1,14  | 18:10  |
| 4.  | FC Kolmar       | 14  | 8  | 1 | 5  | 040:300 | 1,33  | 17:11  |
| 5.  | ASV Mülhausen A | 14  | 6  | 2 | 6  | 028:370 | 0,76  | 14:14  |
| 6.  | SpVgg Dornach   | 14  | 4  | 0 | 10 | 030:580 | 0,52  | 08:20  |
| 7.  | SV Wittelsheim  | 14  | 3  | 2 | 9  | 022:510 | 0,43  | 08:20  |
| 8.  | FC Sankt-Ludwig | 14  | 1  | 0 | 13 | 019:730 | 0,26  | 02:26  |

## Staffel Unterelsaß
| Pl. | Verein          | Sp. | S  | U | N  | Tore    | Quote | Punkte |
| --- | --------------- | --- | -- | - | -- | ------- | ----- | ------ |
| 1.  | RSC Straßburg   | 14  | 10 | 4 | 0  | 036:140 | 2,57  | 24:40  |
| 2.  | SC Schiltigheim | 14  | 10 | 2 | 2  | 043:210 | 2,05  | 22:60  |
| 3.  | SG SS Straßburg | 14  | 8  | 2 | 4  | 062:230 | 2,70  | 18:10  |
| 4.  | FC Hagenau      | 14  | 6  | 2 | 6  | 030:320 | 0,94  | 14:14  |
| 5.  | Mars Bischheim  | 14  | 6  | 0 | 8  | 026:360 | 0,72  | 12:16  |
| 6.  | SV Schlettstadt | 14  | 4  | 3 | 7  | 032:300 | 1,07  | 11:17  |
| 7.  | Straßburger SV  | 14  | 4  | 1 | 9  | 032:570 | 0,56  | 09:19  |
| 8.  | FC Bischweiler  | 14  | 1  | 0 | 13 | 022:700 | 0,31  | 02:26  |

## Finale Gaumeisterschaft
Die Finalspiele fanden am 22. März 1941 und am 30. März 1941 statt.
|                                         | Gesamt |                                           | Hinspiel | Rückspiel |
| --------------------------------------- | ------ | ----------------------------------------- | -------- | --------- |
| FC Mülhausen (Sieger Staffel Oberelsaß) | 4:3    | RSC Straßburg (Sieger Staffel Unterelsaß) | 3:1      | 1:2       |

## Aufstiegsrunde

### Gruppe Oberelsaß
Aus unbekannten Gründen stieg der Zweitplatzierte FC Stern Mülhausen auf.
| Pl. | Verein             | Sp. | S | U | N | Tore    | Quote | Punkte |
| --- | ------------------ | --- | - | - | - | ------- | ----- | ------ |
| 1.  | SV Benfeld         | 4   | 3 | 0 | 1 | 009:400 | 2,25  | 06:20  |
| 2.  | FC Stern Mülhausen | 4   | 2 | 1 | 1 | 011:400 | 2,75  | 05:30  |
| 3.  | FK Thann           | 4   | 0 | 0 | 4 | 003:150 | 0,20  | 0:80   |

### Gruppe Unterelsaß
| Pl. | Verein            | Sp. | S | U | N | Tore    | Quote | Punkte |
| --- | ----------------- | --- | - | - | - | ------- | ----- | ------ |
| 1.  | TuS Schweighausen | 4   | 4 | 0 | 0 | 015:800 | 1,88  | 08:0   |
| 2.  | SC Neuhof         | 4   | 2 | 0 | 2 | 011:110 | 1,00  | 04:40  |
| 3.  | FV Zabern         | 4   | 0 | 0 | 4 | 002:900 | 0,22  | 0:80   |